# Харт, Марвин
Марвин Харт (англ. Marvin Hart, 16 сентября 1876, Ферн-Крик, Кентукки, США — 17 сентября 1931) — американский  боксёр-профессионал, чемпион мира в супертяжелом весе.

## Результаты боёв
| Бой | Дата | Соперник | Судьи | Место боя | Раундов | Результат | Дополнительно |
| --- | ---- | -------- | ----- | --------- | ------- | --------- | ------------- |
|     |      |          |       |           |         |           |               |
| Бой | Дата | Соперник | Судьи | Место боя | Раундов | Результат | Дополнительно |